# From
From ist ein deutscher Familienname.

## Herkunft und Bedeutung
From ist ein Übername aus dem mittelhochdeutschen „vrum“, „vrom“ und bedeutet tüchtig, brav und/oder gut.

## Varianten
- Frome, Fromm, Fromme, Frommer, Frommert

## Namensträger
- Friedrich Wilhelm Theodor From (1787–1857), preußischer Generalleutnant
- Henry From (1926–1990), dänischer Fußballspieler und -trainer
- Martin Severin From (1828–1895), dänischer Schachmeister